# Gebogen rendiermos
Gebogen rendiermos (Cladonia arbuscula) is een korstmossoort uit de familie Cladoniaceae.

## Determinatie

### Uiterlijke kenmerken
Gebogen rendiermos is een struikvormig korstmos. Het primaire thallus is tegen de ondergrond aangedrukt. De podetiën zijn witachtig tot grijs, 2–10 cm hoog en 0,7–2 mm dik. Deze zijn hol, 2–4 krachtig vertakt en hun bruine uiteinden zijn lichtjes naar één kant gebogen (hier dankt de soort zijn naam aan). Bij het aftakpunt zit een gaatje. Apotheciën zijn zeer zeldzaam aanwezig op de takken. De schijven zijn bruin met een diameter van 0,5–0,8 mm. Bruine pycnidiën verschijnen echter vaak aan de toppen van de takken.
Het heeft de volgende kenmerkende kleurreacties: C–, K–, KC+ (geel), Pd+ (roestrood, zelden geel), UV–.

### Microscopische kenmerken
In een ascus zitten acht kleurloze, eencellige ascosporen met afmetingen 7–13 × 2,5–5 μm. 

## Ecologie
Gebogen rendiermos is een pioniersoort. Het ecologisch optimum ligt op plekken met stuivend, kalkarm zand, zoals open duinvegetatie, zandverstuivingen en pionierplekken in droge heiden. Soms wordt de soort ook aangetroffen in droge, open naaldbossen en naaldstruwelen.

## Verspreiding
Gebogen rendiermos komt voor in Europa en Noord-Amerika. Er zijn ook enkele waarnemingen bekend uit Zuid-Amerika, Azië en Australië. In Nederland is de soort vrij zeldzaam en staat op de Nederlandse Rode Lijst in de categorie 'kwetsbaar'.